# Новий Цехоцинек
Новий Цехоцинек (пол. Nowy Ciechocinek) — село в Польщі, у гміні Александрув-Куявський Александровського повіту Куявсько-Поморського воєводства.
Населення — 294 особи (2011).
У 1975-1998 роках село належало до Влоцлавського воєводства.

## Демографія
Демографічна структура станом на 31 березня 2011 року:
|          | Загалом | Допрацездатний вік | Працездатний вік | Постпрацездатний вік |
| -------- | ------- | ------------------ | ---------------- | -------------------- |
| Чоловіки | 155     | 33                 | 115              | 7                    |
| Жінки    | 139     | 28                 | 93               | 18                   |
| Разом    | 294     | 61                 | 208              | 25                   |